# Principat de Sambalpur

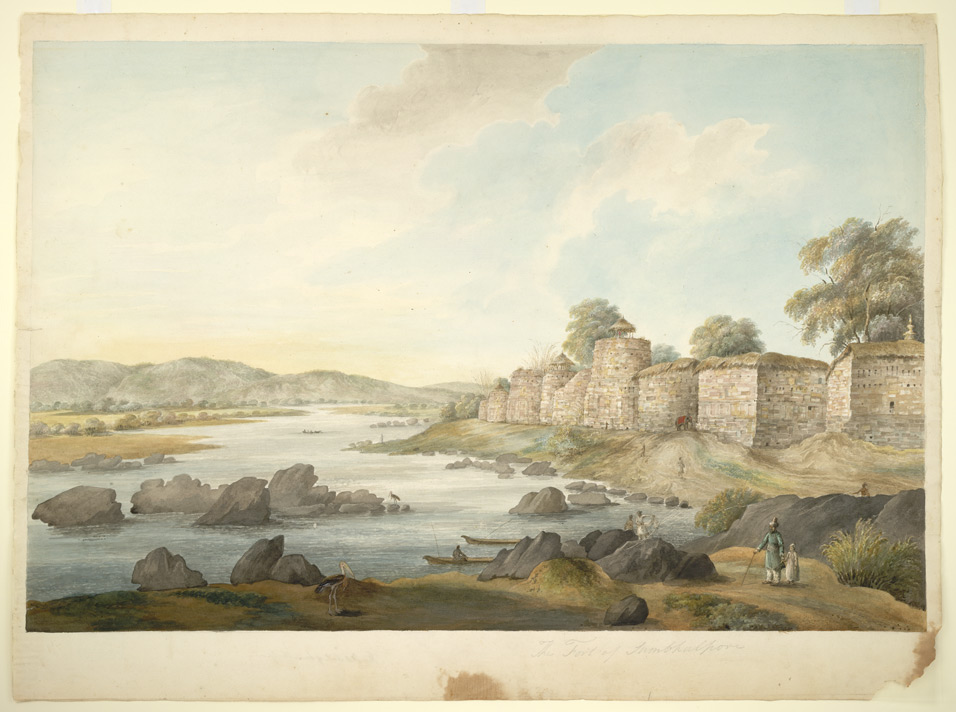
L'antic fort de Sambalpur a l'any 1825

Sambalpur fou un estat tributari protegit a Orissa, amb capital a Sambalpur, format pel que fou el districte britànic de Sambalpur.
A la meitat del segle XIV Ramai Dev va fundar la dinastia chauhan a Sambalpur; es creu que els chauhans havien vingut des de Mainpuri. El 1797 el districte fou conquerit pels marathes que el van annexionar i van deposar el raja l'abril del 1800; els britànics van ocupar Sambalpur durant la segona Guerra Marataha el dia 2 de gener de 1804, però fou retornada als bhonsles de Nagpur, fins que el 1817 fou ocupada altre cop i els britànics van restaurar la dinastia chauhan; l'estat va quedar sota dependència del govern de Bengala; els zamindars kandhes i binjhals es va aixecar contra el domini britànic i el govern de la dinastia chauhan, representat per la rani Mohan Kumari. A la mort del successor del raja instal·lat pels britànics (1849), com que no va deixar hereus l'estat va passar per la doctrina del lapse als britànics i va esdevenir un districte del govern de Bengala. El 1857 durant el motí, es va produir la revolta de Surendra Sah (nascut a Badgaon el 23 de gener de 1809, dins la família reial i mort el 28 de febrer de 1884) conegut com el Sivaji d'Orissa, que estava presoner a Ranchi per assassinat, però fou alliberat pels amotinats i es va presentar a Sambalpur per reclamava el tron, proclamant-se raja; molts zamindars se li van unir i per cinc anys el territori va estar en estat de semi-anarquia. El 1862 l'administració fou traslladada a les Províncies Centrals, i el 1864 Surendra Sah fou capturat i deportat i la tranquil·litat va retornar.

## Llista de rages
- Diversos rages Chauhans 1450 - 1690
- Chhatrasal 1690 - 1725
- Ajit Singh 1725 - 1756
- Abhai Singh 1756 - 1778
- Balbhadra Sai 1778 - 1782
- Jayanta Singh 1782 - 1797 (1800)
- Ocupació maratha (Bhonsles de Nagpur) 1800-1817
- Jayanta Singh (restaurat pels britànics) 1817-1818
- Interregne 1818-1820
- Maharaj Sai 1820 - 1827
- Rani Mohan Kumari 1827 - 1833
- Narayan Singh 1833 - 1849
- Domini britànic (província de Bengala) 1849-1857
- Surendra Sah 1857-1858/1864
- Restauració del domini britànic (província de Bengala) 1858-1862
- A les Províncies Centrals 1862-1905